# نتکین (ویرجینیای غربی)
نتکین (به انگلیسی: Nethkin) یک منطقهٔ مسکونی در ایالات متحده آمریکا است که در شهرستان مینرال، ویرجینیای غربی واقع شده‌است.